# Crocidura gmelini
Crocidura gmelini (лат.) — вид млекопитающих рода Белозубки семейства Землеройковые. Видовое название дано в честь немецкого натуралиста Иоганна Фридриха Гмелина (1748—1804). Эндемик центральной Азии: Афганистан, Иран, Казахстан, Китай, Монголия, Пакистан, Туркменистан, Узбекистан (и, возможно, Израиль, Киргизия, Таджикистан). Степи и полупустыни, солончаки с тамариском и дюны. Включены в «Международную Красную книгу» (англ. IUCN Red List of Threatened Animals) МСОП.